# Zaalvoetbalklub Ford Genk
Zaalvoetbalklub Ford Genk was een Belgische zaalvoetbalclub uit Genk.

## Historiek
De club werd opgericht in 1975 en werd tweemaal landskampioen in de eerste klasse van de Belgische Zaalvoetbalbond (BZVB), met name in de seizoenen 1986-'87 en 1989-'90. Daarnaast won ze bij deze voetbalbond tweemaal de Beker van België, met name in de seizoenen 1986-'87 en 1989-'90.
Vervolgens maakte de club de overstap naar de zaalvoetbalcompetitie ingericht door de Koninklijke Belgische Voetbalbond (KBVB). In de eerste nationale werd ze vervolgens driemaal opeenvolgend landskampioen, met name in de seizoenen 1995-'96, 1996-97 en 1997-'98. Daarnaast won ze tweemaal de Beker van België, met name in de seizoenen 1994-'95 en 1995-'96. In het seizoen 1987-'88 won de club te Velenje daarenboven het Futsal European Clubs Championship.
In 2002 fuseerde de club met ZVV Park Houthalen. De nieuwe club kreeg de naam FP Houthalen-Genk.

## Palmares
- Winnaar Futsal European Clubs Championship: 1988
- Winnaar BeNeCup: 1996
- Winnaar Beker van België (KBVB): 1995 en 1996
- Winnaar Beker van België (BZVB): 1990 en 1991
- Landskampioen (KBVB): 1996, 1997 en 1998
- Landskampioen (BZVB): 1987 en 1990